# باول كليري
باول كليري (بالإنجليزية: Paul Cleary)‏ هو لاعب كرة قدم أمريكية أمريكي، ولد في 7 فبراير 1922 في نورث لوب في الولايات المتحدة، وتوفي في 8 يناير 1996 في لاغونا بيتش في الولايات المتحدة.

## وصلات خارجية
- باول كليري على موقع مرجع كرة القدم المحترفة.كوم (الإنجليزية)